# Shopping Braga Parque
 (septembre 2022).
Le centre commercial Braga Parque se situe dans la ville de Braga et il est le plus grand centre commercial de la région du Minho, il a une superficie totale de 70 000 m² et possède 200 boutiques.
Il a été inauguré en 1999.
Le centre possède également une trentaine de restaurants, 12 salles de cinémas, une hypermarché Pingo Doce, des agences bancaires, salons de coiffure, opticiens, instituts de beauté et salon relaxant.